# Sitticus tannuolana
Sitticus tannuolana là một loài nhện trong họ Salticidae.
Loài này thuộc chi Sitticus. Sitticus tannuolana được Dmitri Viktorovich Logunov miêu tả năm 1991.